# NGC 6390
NGC 6390 ist eine 13,7 mag helle Spiralgalaxie vom Hubble-Typ „Sbc“ im Sternbild Drache am Nordsternhimmel. Sie ist schätzungsweise 149 Millionen Lichtjahre von der Milchstraße entfernt und hat einen Durchmesser von etwa 70.000 Lj.
Im selben Himmelsareal befinden sich u. a. die Galaxien NGC 6381, NGC 6393, NGC 6394, NGC 6399.
Das Objekt wurde am 7. Juli 1885 von Lewis A. Swift entdeckt.